# Hyperaspis inedita
Hyperaspis inedita är en skalbaggsart som beskrevs av Étienne Mulsant 1850. Hyperaspis inedita ingår i släktet Hyperaspis och familjen nyckelpigor. Inga underarter finns listade i Catalogue of Life.